# Konstantin Grcic

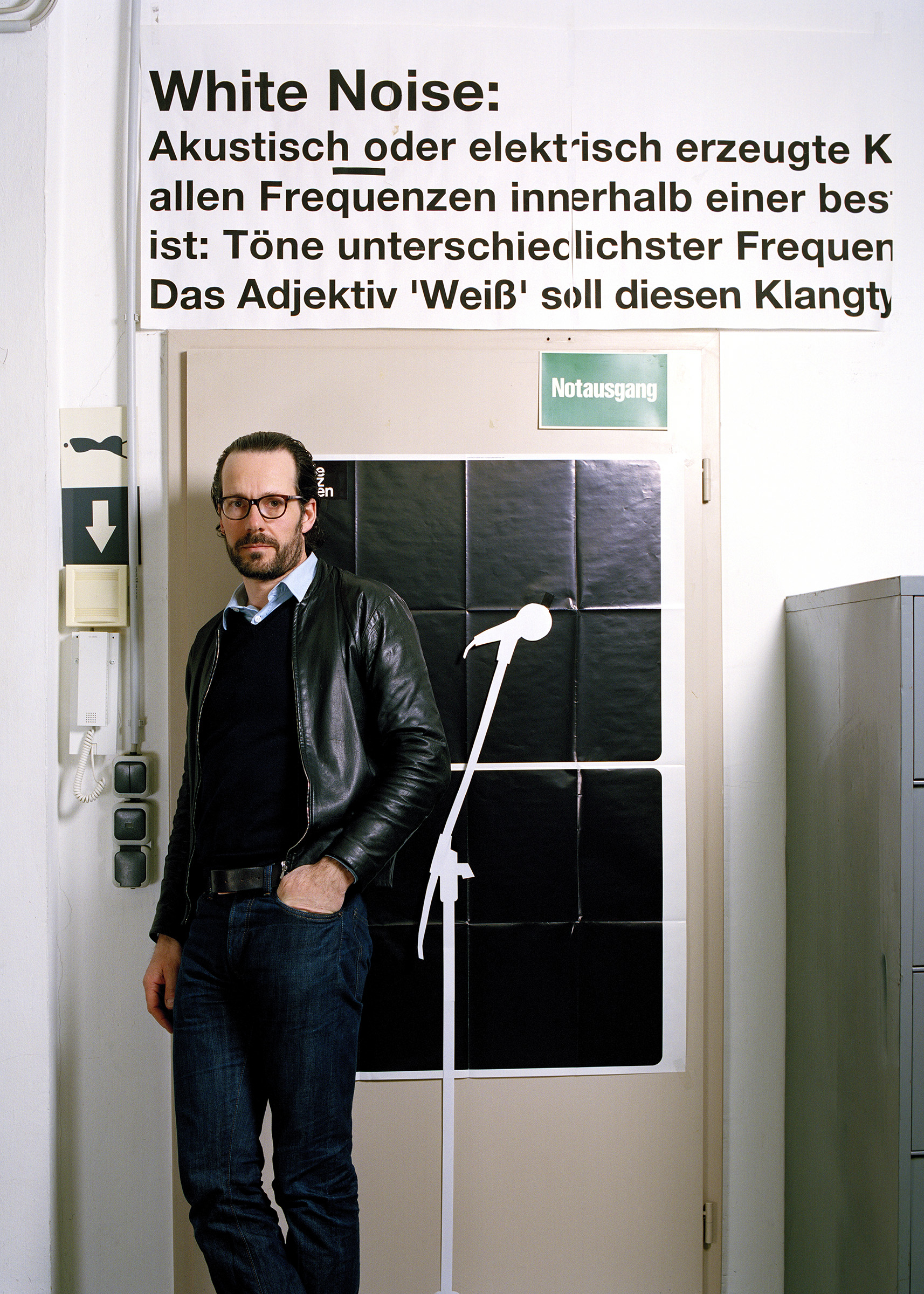
Konstantin Grcic gefotografeerd door Oliver Mark in München (2010)

Konstantin Grcic (* 1965, München) is een Duitse industriële vormgever van Servische afkomst. Hij is een van de invloedrijkste ontwerpers van deze tijd (2015). Zijn stoel Chaire One en de lamp May Day zijn nu al designklassiekers die in museumbezit zijn.

## Situering

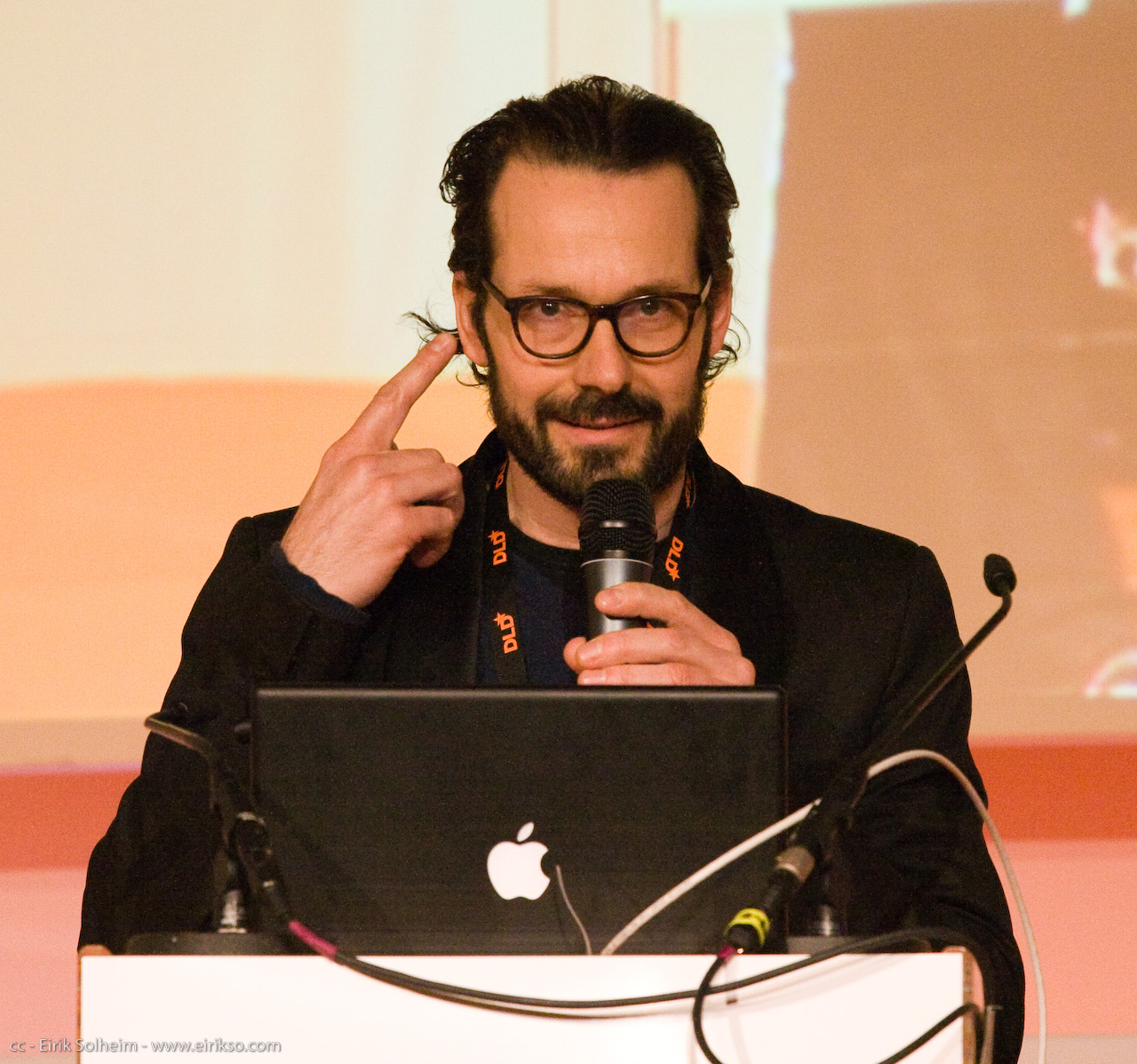
Konstantin Grcic (2008)

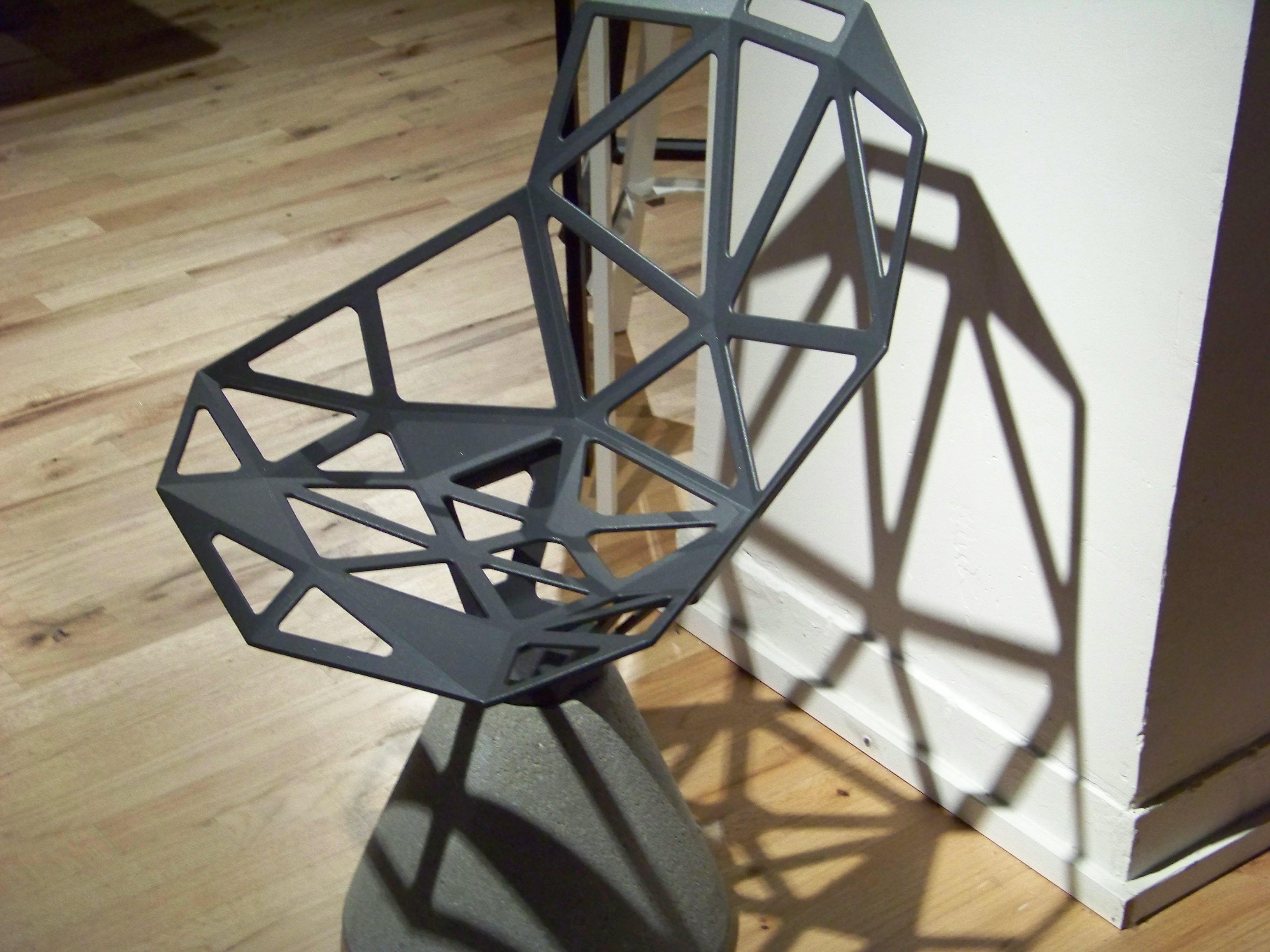
Stoel Chair One

Na een opleiding tot meubelmaker aan het Parnham College in het Verenigd Koninkrijk, studeerde hij aan het Royal College of Art te Londen van 1988 tot 1990. Daar had hij als docenten Jasper Morrison, bekend van zijn minimalistisch design, en Vico Magistretti die een blijvende stempel om hem drukten. Na zijn studies werkte hij bij Morrison, nadien stichtte hij zijn eigen ontwerpbureau te München.

Onder invloed van Morrison benadert Grcic het ontwerpen functionalistisch. Zelf omschrijft hij zijn ontwerpen als een product van een helder en logisch ontwerpproces met eerlijk materiaalgebruik en respect voor productiemethodes. Alzo ontwikkelde hij een eigen vormentaal en werd een drijvende kracht van technische en formele vernieuwingen binnen de internationale designwereld.
In samenwerking met het Vitra Design Museum in Weil am Rhein en Z33 te Hasselt toont hij begin 2015 een reflectie op zijn eigen werk meer bepaald zijn ontwerpvisie. De daaraan gekoppelde tentoonstelling in Z33 is gestoeld op de huidige technologische veranderingen, nieuwe visie en ontwikkelingen binnen de actuele designwereld. Voor deze tentoonstelling ontwierp Grcic drie ruimtevullende installaties met als onderwerp drie basisthema's rond wonen, werken en de openbare ruimte.

## Belangrijkste ontwerpen
- Tafel Mono, voor MUJI, 2003
- Lamp May Day voor FLOS, 1998
- Stoel Chair One, voor Magis, 2003
- Zetel Osorom, voor Moroso, 2004
- Kruk Missing Object , voor Kreo
- Kruk Miura, voor Planck, 2005
- Stoel Myto, voor Planck, 2007